# Arkadiusz Bielawski
Arkadiusz Bielawski (ur. 11 lutego 1959 w Łodzi) – polski aktor dziecięcy.
Zagrał w serialach Gruby oraz Siedem stron świata. Obecnie pracuje jako psycholog wojskowy.

## Wybrana filmografia
- 1972: Gruby – Piotrek Maj
- 1974: Siedem stron świata – Paweł